# Administrativní dělení Brazílie
Brazílie se člení na 26 spolkových států (estados, jednotné číslo estado) a 1 federální distrikt (distrito federal), v němž se nachází brazilské hlavní město Brasília. Dokud byla Brazílie portugalskou kolonií, území se dělilo na tzv. kapitanáty.

## Regiony
Brazilské státy jsou pro statistické účely rozděleny do pěti regionů na základě klimatických, politických i ekonomických faktorů. Toto rozdělení bylo vytvořeno roku 1970 Brazilským institutem geografie a statistiky a nahradilo původní systém z počátku 40. let, podle kterého bylo regionů sedm.
|               | Severní region                                                    | Severovýchodní region                                                                               | Středozápadní region                                          | Jihovýchodní region                                          | Jižní region                                  |
| ------------- | ----------------------------------------------------------------- | --------------------------------------------------------------------------------------------------- | ------------------------------------------------------------- | ------------------------------------------------------------ | --------------------------------------------- |
| Rozloha [km²] | 3 853 327,2                                                       | 1 554 291,7                                                                                         | 1 612 077,2                                                   | 924 511,3                                                    | 576 774,3                                     |
| Populace      | 17 354 884                                                        | 54 658 515                                                                                          | 16 289 538                                                    | 84 840 113                                                   | 29 937 706                                    |
| Státy         | - Acre - Amapá - Amazonas - Pará - Rondônia - Roraima - Tocantins | - Alagoas - Bahia - Ceará - Maranhão - Paraíba - Pernambuco - Piauí - Rio Grande do Norte - Sergipe | - Goiás - Mato Grosso - Mato Grosso do Sul - Distrito Federal | - Espírito Santo - Minas Gerais - Rio de Janeiro - São Paulo | - Paraná - Rio Grande do Sul - Santa Catarina |

## Státy

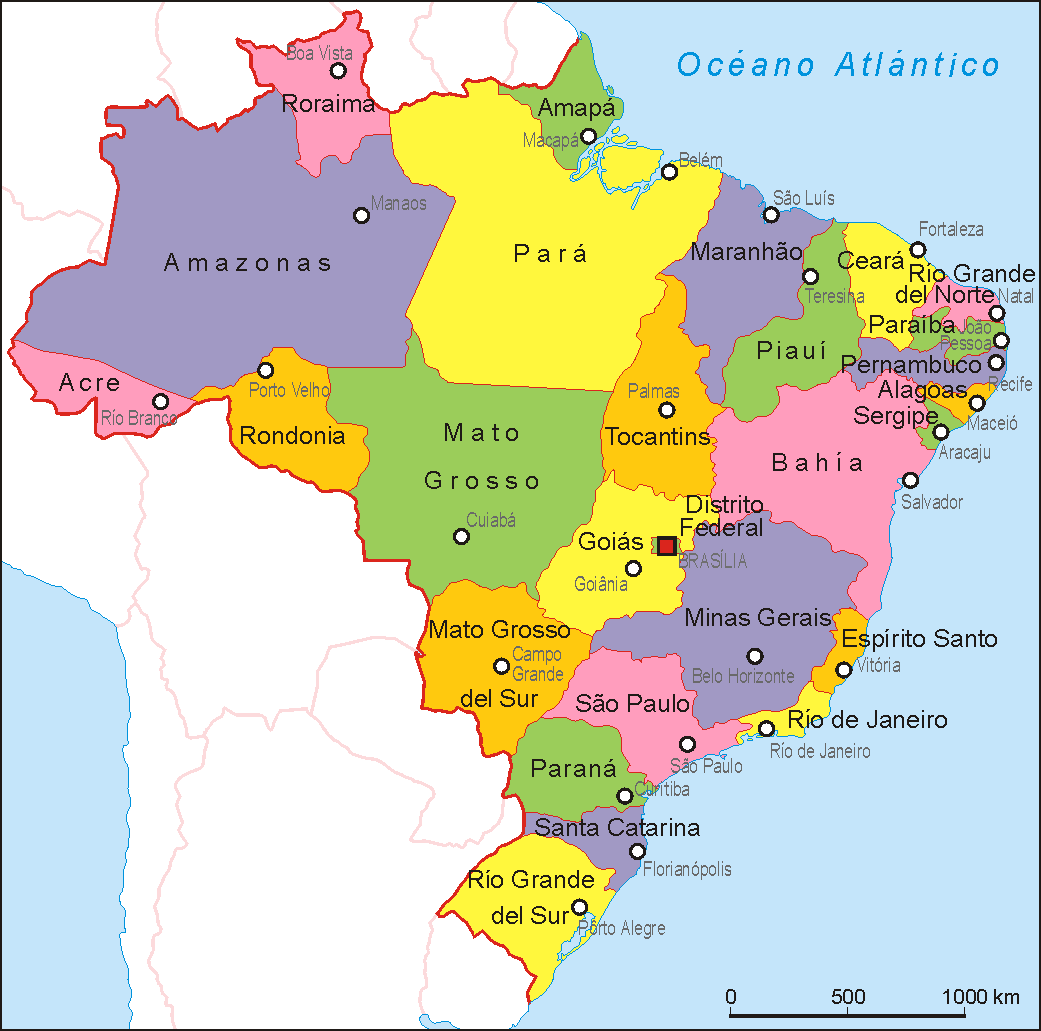
Státy v Brazílii

Brazílie se skládá z 26 spolkových států (estados, jednotné číslo estado) a 1 federálního distriktu (distrito federal), ve kterém se nachází hlavní město Brasília. Současné uskupení je výsledkem ústavy z roku 1988, která vytvořila státy Amapá, Tocantins a Roraima a zrušila federální distrikt Fernando de Noronha.
| Stát                | Hlavní město   | Populace (2022) | Rozloha (km²) | Hustota zalidnění (ob./km²) |
| ------------------- | -------------- | --------------- | ------------- | --------------------------- |
| Acre                | Rio Branco     | 830 018         | 164 173,4     | 5,06                        |
| Alagoas             | Maceió         | 3 127 683       | 27 830,7      | 112,38                      |
| Amapá               | Macapá         | 733 759         | 142 470,8     | 5,15                        |
| Amazonas            | Manaus         | 3 941 613       | 1 559 255,9   | 2,53                        |
| Bahia               | Salvador       | 14 141 626      | 564 760,4     | 25,04                       |
| Ceará               | Fortaleza      | 8 794 957       | 148 894,4     | 59,07                       |
| Espírito Santo      | Vitória        | 3 833 712       | 46 074,4      | 83,21                       |
| Goiás               | Goiânia        | 7 056 495       | 340 242,9     | 20,74                       |
| Maranhão            | São Luís       | 6 776 699       | 329 651,5     | 20,56                       |
| Mato Grosso         | Cuiabá         | 3 658 649       | 903 208,4     | 4,05                        |
| Mato Grosso do Sul  | Campo Grande   | 2 757 013       | 357 142,1     | 7,72                        |
| Minas Gerais        | Belo Horizonte | 20 539 989      | 586 514,0     | 35,02                       |
| Pará                | Belém          | 8 120 131       | 1 245 870,7   | 6,52                        |
| Paraíba             | João Pessoa    | 3 974 687       | 56 467,2      | 70,39                       |
| Paraná              | Curitiba       | 11 444 380      | 199 299,0     | 57,42                       |
| Pernambuco          | Recife         | 9 058 931       | 98 067,9      | 92,37                       |
| Piauí               | Teresina       | 3 271 199       | 251 755,5     | 12,99                       |
| Rio de Janeiro      | Rio de Janeiro | 16 055 174      | 43 750,4      | 366,97                      |
| Rio Grande do Norte | Natal          | 3 302 729       | 52 809,6      | 62,54                       |
| Rio Grande do Sul   | Porto Alegre   | 10 882 965      | 281 707,2     | 38,63                       |
| Rondônia            | Porto Velho    | 1 581 196       | 237 754,2     | 6,65                        |
| Roraima             | Boa Vista      | 636 707         | 223 644,5     | 2,85                        |
| Santa Catarina      | Florianópolis  | 7 610 361       | 95 730,7      | 79,50                       |
| São Paulo           | São Paulo      | 44 411 238      | 248 219,5     | 178,92                      |
| Sergipe             | Aracaju        | 2 210 004       | 21 938,2      | 100,74                      |
| Tocantins           | Palmas         | 1 511 460       | 277 423,6     | 5,45                        |
| Distrito Federal    | Brasília       | 2 817 381       | 5 760,8       | 489,06                      |
| BRAZÍLIE            | Brasília       | 203 080 756     | 8 510 417,8   | 23,86                       |